# Bathyteuthis berryi
Bathyteuthis berryi е вид главоного от семейство Bathyteuthidae.

## Разпространение и местообитание
Видът е разпространен в САЩ (Калифорния).
Среща се на дълбочина от 800 до 1300 m, при температура на водата от 3,2 до 4,7 °C и соленост 34,4 – 34,6 ‰.